# استبانة
الاستبانة أو الاستبيان أو الاستفتاء أو الاستطلاع أو التَّسْآل (بالإنجليزية: Questionnaire)‏ هي أحد أدوات البحث، وهي تتكون من مجموعة من الأسئلة وغيرها من أوجه طلب المعلومات وذلك من أجل تجميع المعلومات من الأشخاص موضع البحث، ومع أن الاستبانات تكون في الغالب مصممة من أجل التحليل الإحصائي للإجابات، فليس الحال هكذا دائما، وفكرة الاستبانة هي من اختراع سير فرانسيس جالتون.
وتتميز الاستبانات عن باقي أدوات البحث بكونها قليلة التكلفة ولا تتطلب ممن يطرح السؤال نفس القدر من المجهود الذي يتطلبه القيام بالبحث لفظيا أو من خلال الهاتف، وغالبا ما يكون للاستبانة إجابات قياسية محددة بشكل يجعل من السهل تجميع البيانات وتنظيمها، إلا أن هذه الإجابات المحددة غالبا ما تسبب الإحباط لدى القائمين بالإجابة وهي تلتزم بحدود أن القائمين بالإجابة بإمكانهم قراءة الأسئلة والإجابة عليها، ولهذا فإن إجراء بحث من خلال الاستبانات قد لا يكون أمرا عمليا لدى بعض الفئات السكانية، وفضلا عن ذلك قد تشكل صياغة السؤال في بعض الاستبانات مشكلة في الحصول على الإجابة الملائمة.